# Parque nacional de Lochinvar

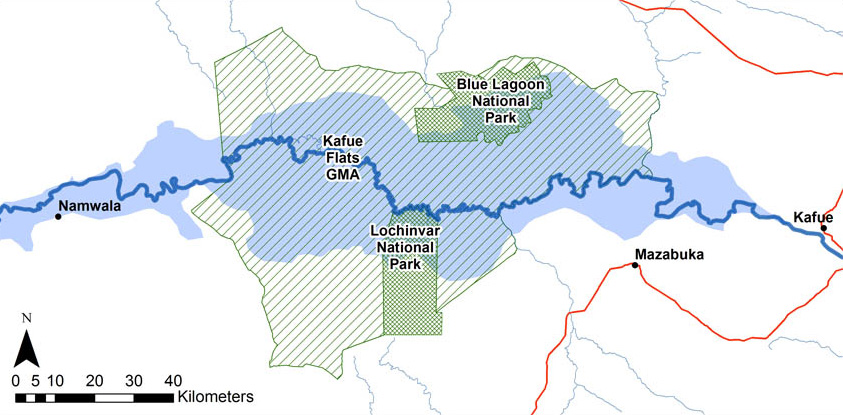
Mapa de los llanos del Kafue con los parques de Blue Laggon y Lochinvar.

El parque nacional de Lochinvar (del inglés: Lochinvar National Park) se encuentra al sur oeste de Lusaka, en Zambia, en el lado sur del río Kafue.
El parque nacional se desarrolla entre dos de las ecorregiones de Zambia: bosques zambiano y de mopane en el sur, y los pastizales inundados zambianos sobre la mayor parte del parque. 
Se encuentra al sur de los llanos del Kafue y es muy similar al Parque nacional de Blue Lagoon (o de la Laguna Azul), que se encuentra al norte del río Kafue, en una llanura inundable con una abundante variedad de aves acuáticas, así como de cobos leche, sitatungas, cebras y búfalos cafre (Syncerus caffer).